# کرس جنوبی

کُرْس جنوبی (به فرانسوی: Corse-du-Sud) به همراه شهرستان کرس شمالی، دو شهرستان موجود در جزیره کرس را تشکیل می‌دهند. کد INSEE این شهرستان ۲A می‌باشد. جزیره کرس در دریای مدیترانه و در جنوب شرقی فرانسه قرار دارد. کرس جنوبی قسمت جنوبی جزیره کرس را پوشش می‌دهد. این شهرستان زیرمجموعه ناحیه جزیره کرس می‌باشد. مساحت این شهرستان ۴٬۰۱۴ کیلومتر مربع و جمعیت آن ۱۱۸٬۵۹۳ نفر است.

## نگارخانه

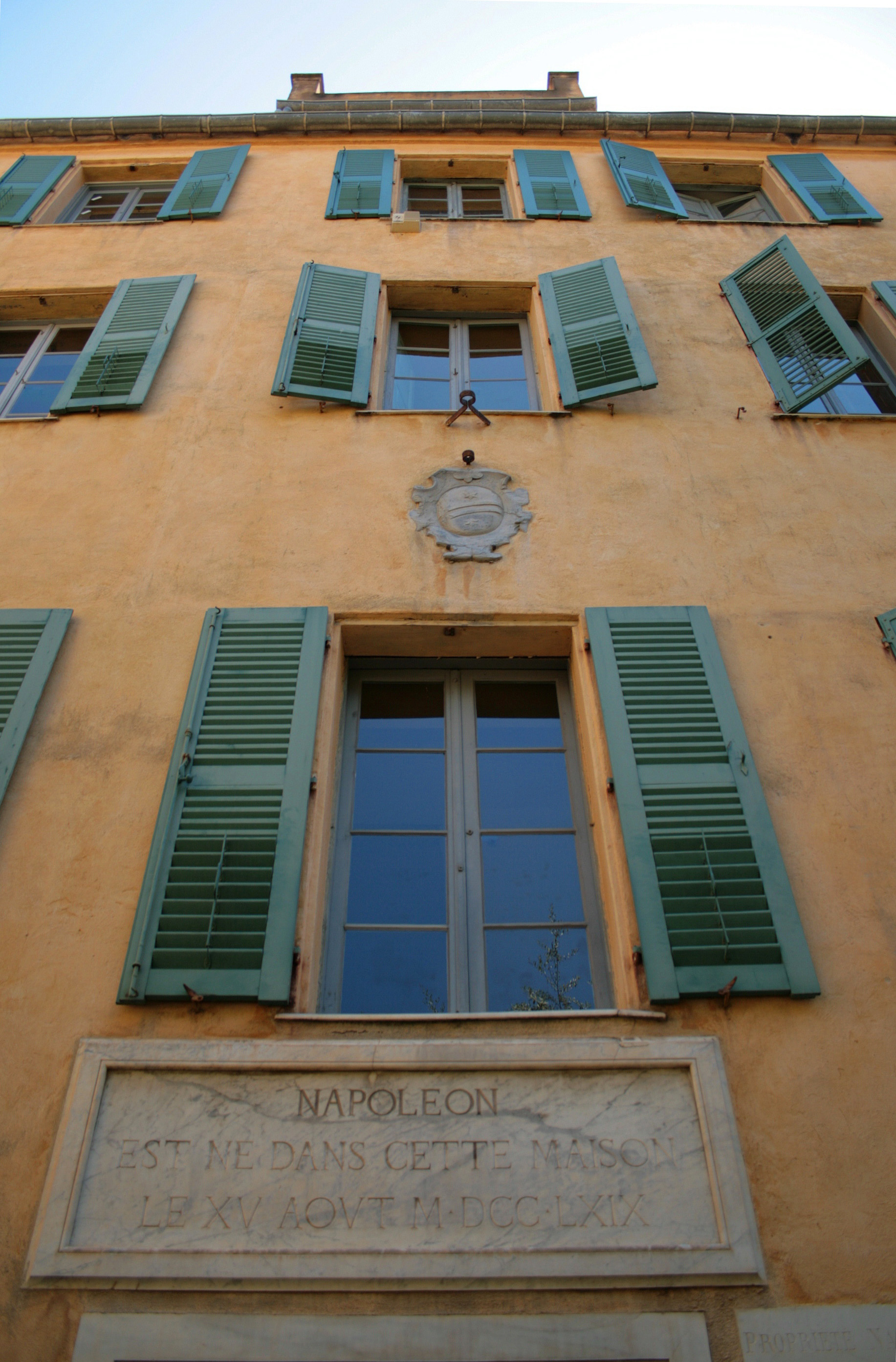
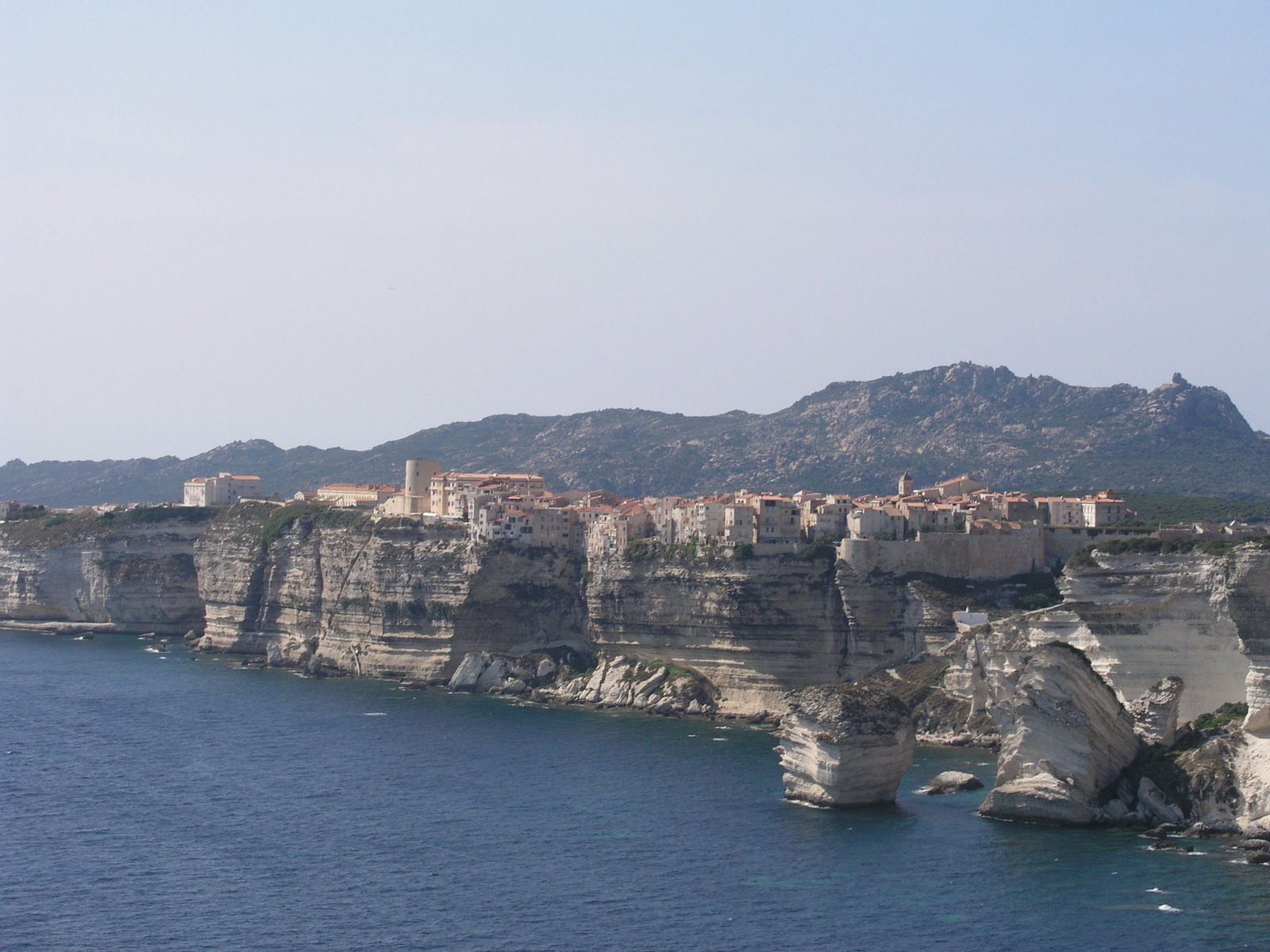
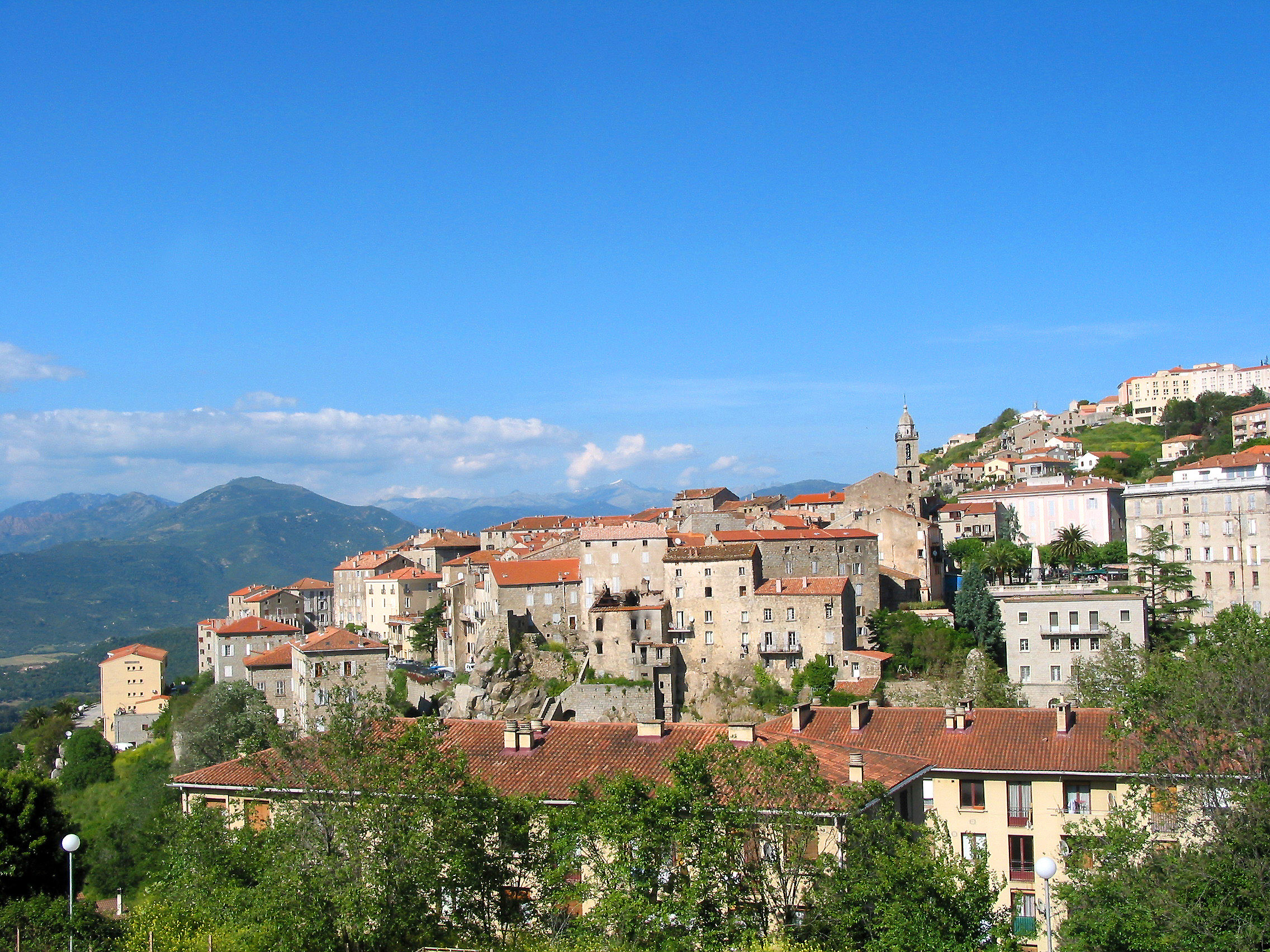
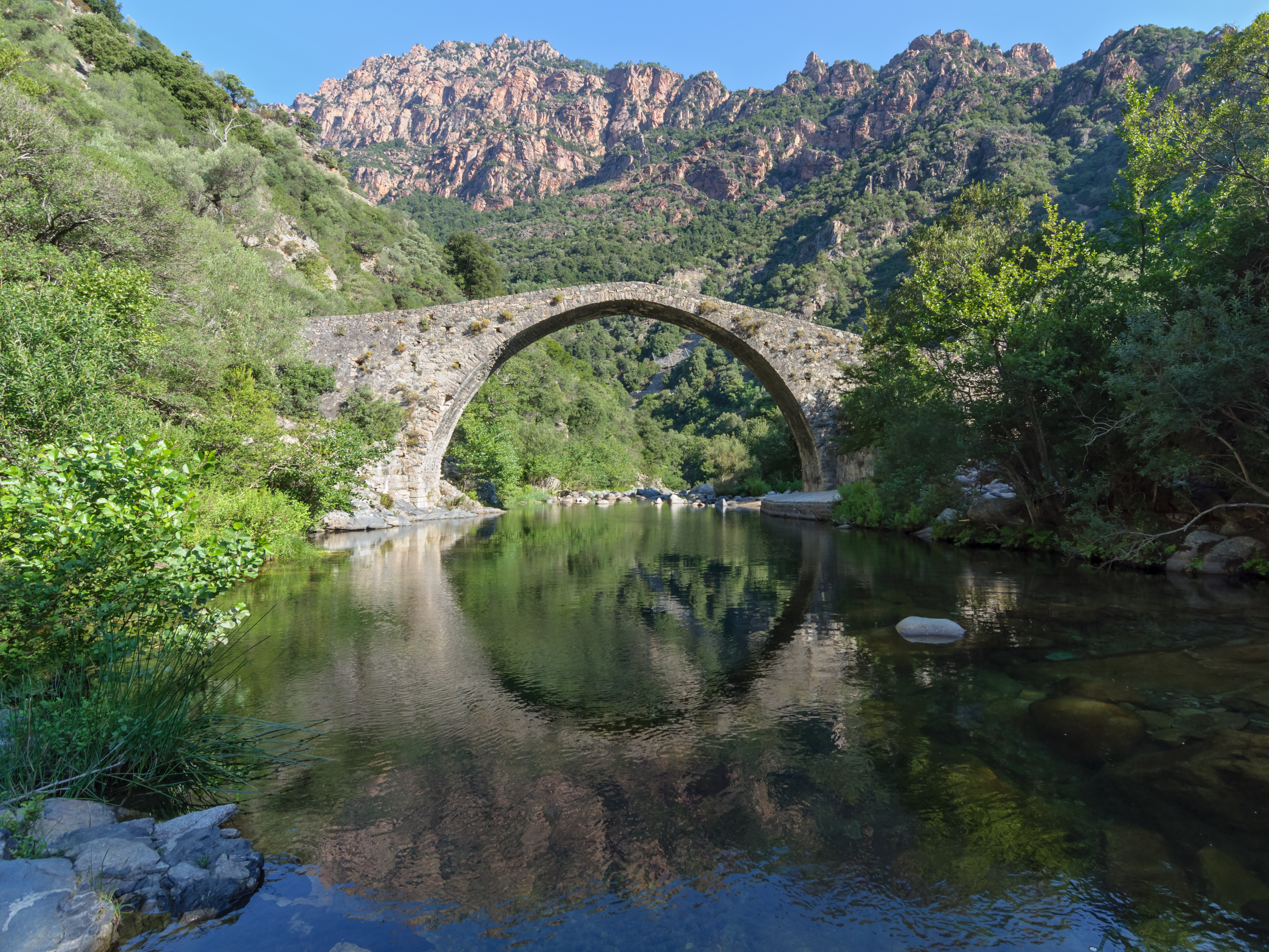
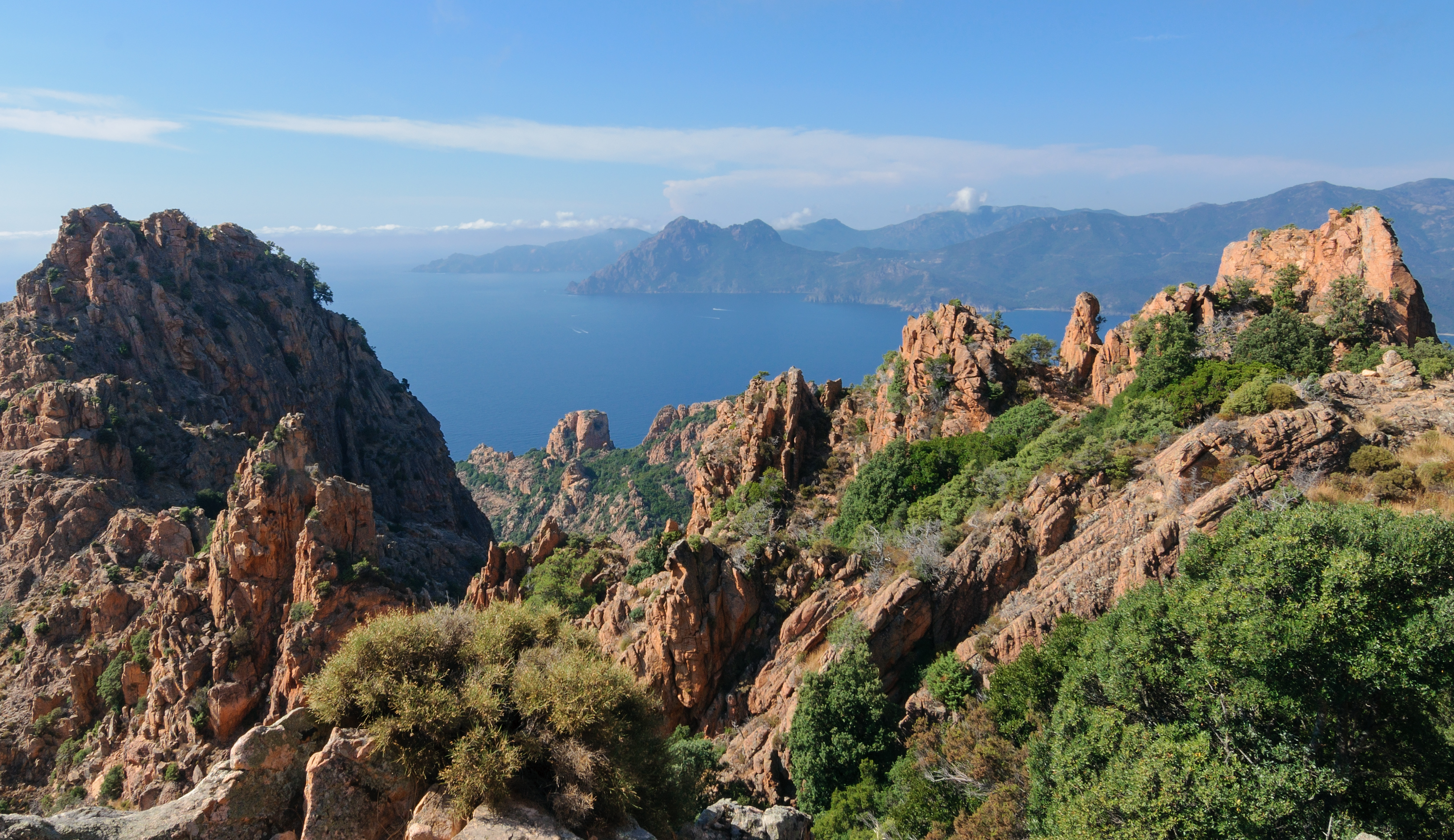